# Camille Erlanger
Camille Erlanger (Parigi, 25 maggio 1863 – Parigi, 24 aprile 1919) è stato un compositore francese.
Fu autore di vari poemi sinfonici e di un Requiem, ma soprattutto di opere teatrali quali Kermaria (1897), Il figlio della stella (1904), Afrodite (1906) e Bacco trionfante (1909).